# Allegoria dei piaceri
L'Allegoria dei piaceri è un dipinto a olio su tavola (35,9x31,4 cm) di Hieronymus Bosch, databile al 1494 circa e conservato nella Yale University Art Gallery di New Haven. Si tratta del frammento inferiore facente un tempo parte della Nave dei folli dello stesso autore.

## Storia
Nel 1972 lo studioso Filedt Kok aveva ipotizzato, basandosi sulle straordinarie somiglianze nel disegno, che quattro opere di Bosch potessero far parte di un unico insieme: il Venditore ambulante, l'Allegoria dei piaceri, la Nave dei folli e la Morte di un avaro. L'ipotesi non riscosse successo, anche perché il primo pannello veniva datato a una fase più tarda degli altri, quella finale, per la presenza della figura monumentale in primo piano.
L'analisi dendrocronologica ha invece confermato, tempo dopo, che si trattava di una supposizione corretta, rilevando come il legno delle quattro opere fosse compatibile con un unico insieme, databile al 1494 circa. Prima di questi studi altri studiosi hanno invece datato l'opera tra il 1500 e il 1510.

## Descrizione e stile
Il trittico originale doveva essere composto dalla Nave dei folli a sinistra con l'Allegoria dei piaceri nella parte inferiore e la Morte di un avaro a destra. Ignota è la pala centrale, se esisteva (potrebbe anche essere stato un dittico), mentre il Venditore ambulante si doveva trovare sul retro dello sportello sinistro, tagliato nel senso della lunghezza per ricavarne due tavole.
L'Allegoria dei piaceri doveva probabilmente simboleggiare una condanna della Gola, così come lo scomparto destro lo era dell'Avarizia. Il frammento mostra un uomo obeso a cavalcioni di una botte che naviga in una sorta di lago o stagno, circondato da persone che lo spigono o che ne stillano il liquido in un contenitore. Più sotto un uomo nuota con in testa un vasoio pieno di carne. Sulla riva si vedono i vestiti dei personaggi al bagno lasciati accatastati, mentre a destra, dentro una tenda, una coppia si abbandona a effusioni lascive, probabilmente spinte dall'ubriachezza.